# مهدی زندیه وکیلی
مهدی زندیه‌وکیلی (زادهٔ ۱۳۵۴ اراک) سیاستمدار ایرانی است که از آبان ۱۴۰۳ به‌عنوان استاندار مرکزی فعالیت می‌کند. وی پیش‌تر معاونت عمرانی استان‌های مرکزی، سمنان و هرمزگان را بر عهده داشته است.
وی دارای مدرک‌ کارشناسی‌ مهندسی عمران، کارشناسی ارشد مدیریت اجرایی و دکترای تخصصی عمران در گرایش مدیریت ساخت و پروژه است.

## استانداری
مهدی زندیه‌وکیلی در ۱۳ آبان ۱۴۰۳ با پیشنهاد و تأیید هیئت دولت چهاردهم به سمت استاندار مرکزی منصوب و جایگزین فرزاد مخلص‌الائمه شد.